# Wilhelm Gödecke
Wilhelm Gödecke (* 1. März 1928 in Hemmendorf, Landkreis Hameln-Pyrmont; † 12. März 2018) war ein deutscher Politiker (CDU) und von 1959 bis 1967 Mitglied des Niedersächsischen Landtages.

## Leben
Gödecke besuchte die Tellkampfschule in Hannover und studierte danach Rechts- und Wirtschaftswissenschaften in Kiel und Göttingen. 1951 bestand er sein Referendarexamen (erstes Staatsexamen) in Celle und war dann bis 1955 Referendar in Hannover, Hamburg, Kiel und Celle. 1954 erfolgte die Promotion zum Dr. jur. in Göttingen, 1955 das Assessorexamen. Ab 1956 war er als Rechtsanwalt in Hannover tätig, seit 1957 auch als Rechtsanwalt beim Oberlandesgericht Celle und als Notar. Zuletzt lebte er in Celle.

## Politik
Von 1959 bis 1967 gehörte Wilhelm Gödecke dem Niedersächsischen Landtag an. Bei der Landtagswahl 1959 zog Gödecke über die Landesliste der CDU in das Parlament ein; bei der Landtagswahl 1963 errang er das Direktmandat im Wahlkreis Celle. Gödecke gehörte im Landtag dem Ausschuss für Rechts- und Verfassungsfragen an.

## Quelle
- Barbara Simon: Abgeordnete in Niedersachsen 1946–1994. Biographisches Handbuch. Hrsg. vom Präsidenten des Niedersächsischen Landtages. Niedersächsischer Landtag, Hannover 1996, S. 121.

| Personendaten    | Personendaten                        |
| ---------------- | ------------------------------------ |
| NAME             | Gödecke, Wilhelm                     |
| KURZBESCHREIBUNG | deutscher Politiker (CDU), MdL       |
| GEBURTSDATUM     | 1. März 1928                         |
| GEBURTSORT       | Hemmendorf, Landkreis Hameln-Pyrmont |
| STERBEDATUM      | 12. März 2018                        |